# Bañuelos
Bañuelos es un municipio y localidad español de la provincia de Guadalajara, en la comunidad autónoma de Castilla-La Mancha. El término municipal tiene una población de 13 habitantes (INE 2024).

## Historia
Hacia mediados del siglo XIX, el lugar tenía una población censada de 393 habitantes. La localidad aparece descrita en el tercer volumen del Diccionario geográfico-estadístico-histórico de España y sus posesiones de Ultramar de Pascual Madoz de la siguiente manera:

BAÑUELOS: l. con ayunt. de la prov. de Guadalajara (13 leg.), part. jud. de Atienza (2), aud. terr. de Madrid (20), dióc. de Sigüenza (6), c. g. de Castilla la Nueva: sit. á la falda de un cerro, donde le baten principalmente los vientos del S. y O. bajo despejada atmósfera, y clima frio y sano; tiene 65 casas, consistorial, cárcel, pósito, escuela sin dotacion, á la que concurren 32 niños de ambos sexos; igl. par.. titulada de Ntra. Sra. de la Asuncion, aneja á la de Paredes, y servida por 1 teniente perpetuo, y en los afueras 1 ermita dedicada á la Soledad. Confina el térm. por N. con el de Torrevicente (prov. de Soria); E. Romanillos de Atienza; S. Miedes; O. Retortillo (Soria), á dist. de 1/4 á 1/2 leg., y comprende 4,481 fan. de tierra, de las que se cultivan 4,336, y son: 344 fan. de primera calidad, 1,404 de segunda, y el resto de tercera, que se siembran por mitad alternando todos los años; ademas se riegan algunos huertos con el sobrante de una gran fuente que hay á 200 pasos del pueblo, de la que se surte el vecindario, y da movimiento á 1 molino harinero; el terreno es desigual y de secano; los caminos locales; el correo se recibe en Atienza por medio de balijero; prod.: trigo, cebada, avena y cáñamo; se mantiene algun ganado vacuno, lanar y mular: pobl.: 96 vec.., 393 alm.; cap. prod.: 1.658,300 rs.; imp.: 79,000; contr.: 5,959 rs. 25 mrs.
(Madoz, 1846, p. 368)

## Demografía
Bañuelos cuenta con una población de 13 habitantes (INE 2024).
| Gráfica de evolución demográfica de Bañuelos entre 1842 y 2021                                                      |
| |
| Población de derecho según los censos de población del INE Población de hecho según los censos de población del INE |

| Nacionalidad | Hombres | Mujeres | Total | %      | Proporción |
| ------------ | ------- | ------- | ----- | ------ | ---------- |
| Española     | 8       | 0       | 8     | 57.1 % |            |
| Extranjera   | 4       | 2       | 6     | 42.8 % |            |

Migración
| País    | Hombres | Mujeres | Total | %      | Proporción |
| ------- | ------- | ------- | ----- | ------ | ---------- |
| Rumania | 3       | 2       | 5     | 83.3 % |            |
| Italia  | 1       | 0       | 1     | 16.7 % |            |

| 39            | 32 | 30 | 23 | 22 | 17 |
| (Fuente: INE) |    |    |    |    |    |

## Patrimonio

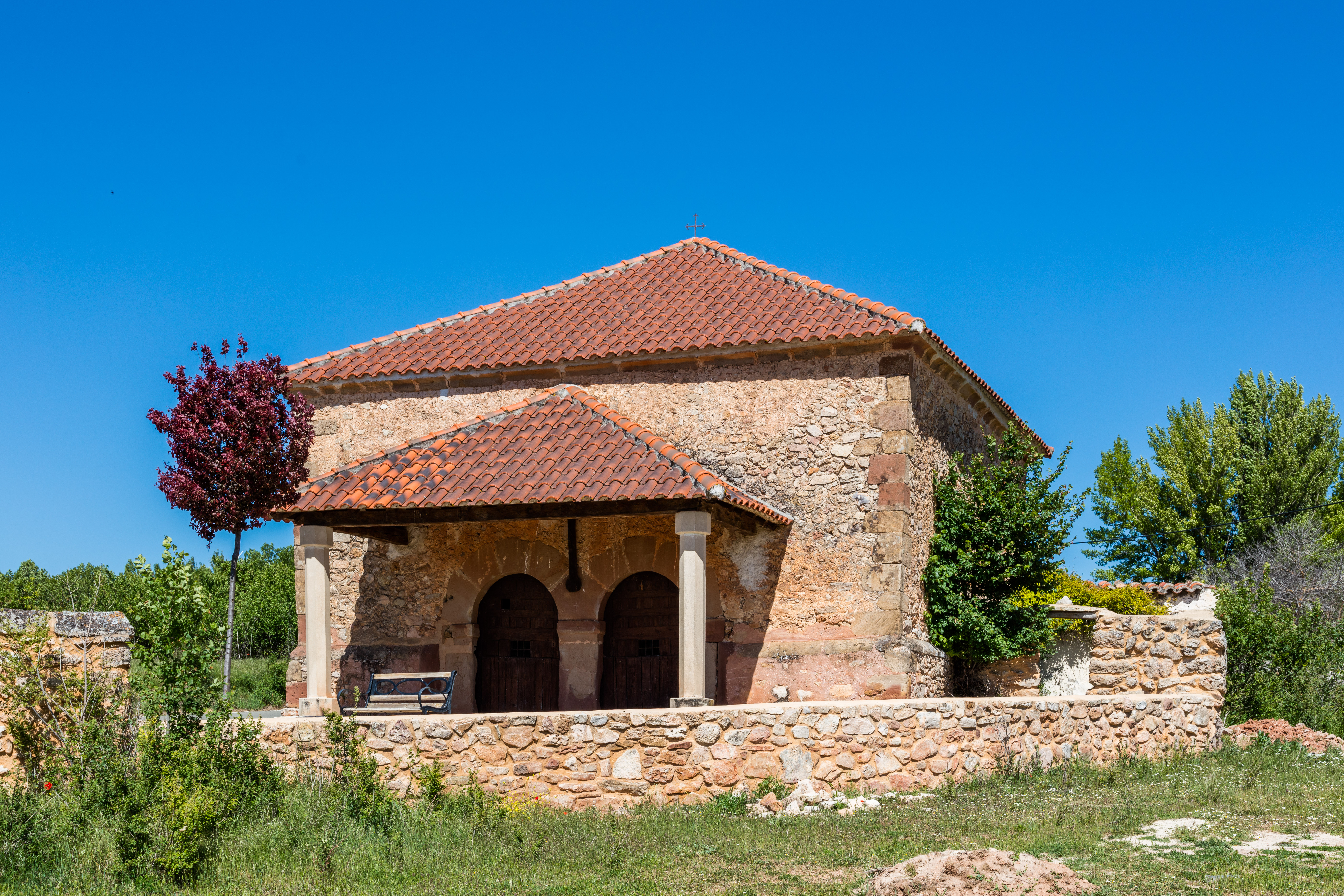
Ermita de Bañuelos

La iglesia es un templo románico[cita requerida] creado en el siglo XVII y en honor al patrón de San Antonio. 

## Fiestas patronales
Las fiestas patronales son el 13 de junio. San Antonio. Aunque las fiestas verdaderamente se celebran entre finales de julio y primero de agosto teniendo así tres días de festejos con mucha intensidad.